# Râul Valea Mare, Bolovan
Râul Valea Mare este un curs de apă, afluent al râului Bolovan.